# Marsdenia hamata
Marsdenia hamata är en oleanderväxtart som beskrevs av P.I. Forster. Marsdenia hamata ingår i släktet Marsdenia och familjen oleanderväxter. Inga underarter finns listade i Catalogue of Life.